# Folland Aircraft
La Folland Aircraft Limited è stata un'azienda aeronautica britannica attiva tra il 1937 e il 1963.

## Storia

### I primi anni

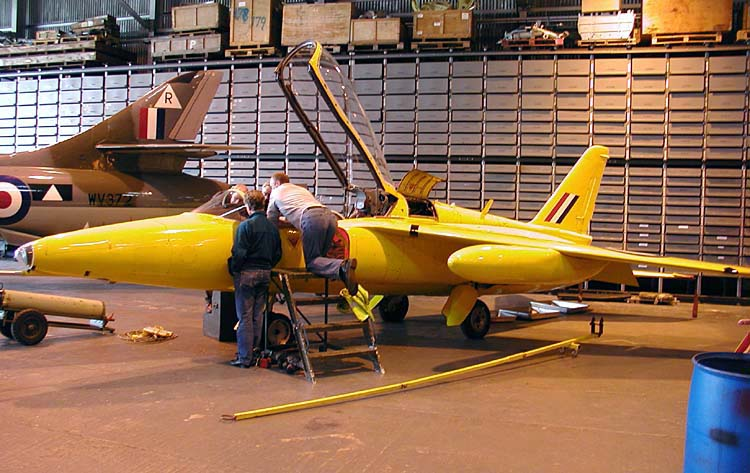
Un Folland Gnat privato precedentemente appartenuto alle Red Arrows, la squadriglia acrobatica della Royal Air Force, dipinto con la livrea degli Yellowjacks, la pattuglia acrobatica precedente alle Red Arrows.

La Folland Aircraft fu fondata nel febbraio 1936 come British Marine Aircraft Limited con lo scopo di produrre gli idrovolanti Sikorsky S-42-A sotto licenza della Sikorsky per il mercato britannico. L'azienda costruì uno stabilimento sul lato occidentale della penisola di Hamble, con uno squero direttamente sul Southampton Water, una ría della Manica situata a nord del Solent. Le difficoltà finanziarie iniziarono a farsi sentire sin da subito e, sebbene nel sopraccitato stabilimento fosse stata avviata la produzione di un velivolo basato su progetto Sikorsky, i commissari liquidatori, al fine di salvare la compagnia, optarono per la fusione della stessa con altre aziende aeronautiche britanniche, tra cui quella, che però non andò in porto, con la Westland Aircraft. A seguito di tale fallimento, i commissari nominarono allora, nel maggio del 1937, un nuovo consiglio di amministrazione perché arginasse le perdite e riorganizzasse l'azienda, la quale più tardi nello stesso anno fu poi rinominata Folland Aircraft Company dal nome del direttore esecutivo e progettista aeronautico Henry P. Folland.
In seguito, la Folland iniziò, sempre presso lo stabilimento di Hamble, a produrre parti per i bombardieri Bristol Blenheim e Beaufort, realizzando anche 15000 parti posteriori del caccia Supermarine Spitfire. Durante la seconda guerra mondiale, sempre sotto licenza, la Folland vinse anche l'appalto per la produzione di alcune parti dei de Havilland DH.98 Mosquito e dei Vickers Wellington.
Il primo aeromobile realizzato su proprio progetto da parte della Folland Aircraft fu il Folland Fo.108, che vide la luce nel 1940. Il monoplano fu progettato e costruito per venire incontro a quanto richiesto dalla specifica 43/47 rilasciata dal Ministero dell’aria riguardante un banco di prova volante per motori. Conosciuto anche come "Folland Frightful" (in inglese: "lo spaventevole") per il suo aspetto fuori dal comune, l'aereo fu prodotto in 12 esemplari.
Successivamente furono progettati i Folland F.115 e F.116, due aeromobili volti a soddisfare la specifica E.28/40 inerente ad un velivolo sperimentale atto a investigare i problemi di peso all'atterraggio per gli aeromobili operanti da portaerei. Il progetto dell'F.116 prevedeva l'utilizzo di un motore radiale Bristol Centaurus e di un'ala a incidenza variabile, con un peso finale totale, motore escluso, di 8300 kg. In tutto furono ordinati due prototipi ma il progetto fu cancellato nel 1943, quando già molti dei problemi di realizzazione erano stati risolti, e nessuno di questi velivoli fu mai costruito.

### L'era Petter
Nel settembre 1950, William E. W. Petter, che aveva in passato progettato aerei come il Westland Lysander, l'English Electric Canberra e partecipato alla nascita dell'English Electric Lightning, entrò nella compagnia e nel luglio 1951 sostituì Folland nel ruolo di direttore esecutivo. Petter fu raggiunto in Folland da diversi suoi ex-colleghi provenienti dalla English Electric e, con la creazione di una squadra di progettisti così preparati, la Folland divenne finalmente capace di vincere diversi appalti proposti dal ministero delle forniture inglese, un dicastero appositamente creato nel 1939 per coordinare i rifornimenti di equipaggiamenti a tutte e tre le forze armate britanniche, come quello per lo sviluppo del missile aria-aria Red Dean a metà del 1951.
L'11 luglio 1951 una delegazione della RAF si incontrò con Petter per discutere i requisiti di un intercettore leggero atto a contrastare la minaccia dei bombardieri sovietici Tu-4 e della loro scorta. Petter sviluppò quindi una serie di progetti, optando all'inizio per l'utilizzo di motori eiettabili per poi tornare, sulla fine del 1951, a concentrarsi su progetti più convenzionali, da cui risultarono infine il Fo.139 e il Fo.140 (i quali poi si evolveranno rispettivamente nel Midge e nello Gnat). Volendo destinare tutte le risorse al progetto dell'intercettore leggero, Petter decise di non proseguire con il progetto del Red Dean, il cui contratto fu poi cancellato dal ministero nel novembre del 1951.
Nel gennaio 1952 lo sviluppo del Fo.140, di cui la Folland aveva inviato una relazione descrittiva al Comando Aeronautico inglese, incontrò alcuni ostacoli dovuti alla mancanza di un motore dall'elevato rapporto potenza/peso. La Bristol aveva cessato lo sviluppo del Saturn, l'AS Viper non aveva una spinta sufficiente e la Rolls-Royce non possedeva un motore adattabile all'aeromobile e non aveva intenzione di svilupparne uno. Per risolvere il problema, alla fine del 1952, Petter avvicinò Stanley Hooker, della Bristol Engine Company per discutere la realizzazione di un motore adatto allo scopo, il che porterà poi, nel 1953, quando ormai il governo aveva comunicato il proprio disinteresse a un proseguimento del progetto, allo sviluppo e alla produzione dell'Orpheus.
Come detto, dal 1952 l'interesse del governo nella realizzazione di un intercettore leggero era svanito, ciò nonostante, la Folland decise di portare avanti lo sviluppo e la realizzazione del prototipo con fondi propri.
Nel giugno 1953 Petter presentò il suo manifesto sul progetto di un caccia leggero al congresso dell'AFITA a Parigi. In questo articolo, intitolato "Design for Production", Petter paragonò un caccia leggero da 2500 kg a un caccia standard da 7500 kg concludendo che, sebbene il rapporto in peso fosse di 3:1, attraverso la semplificazione della struttura delle fusoliera, delle ali e del motore, con la stessa spesa per la produzione di caccia standard si sarebbero potuti realizzare quattro caccia leggeri.

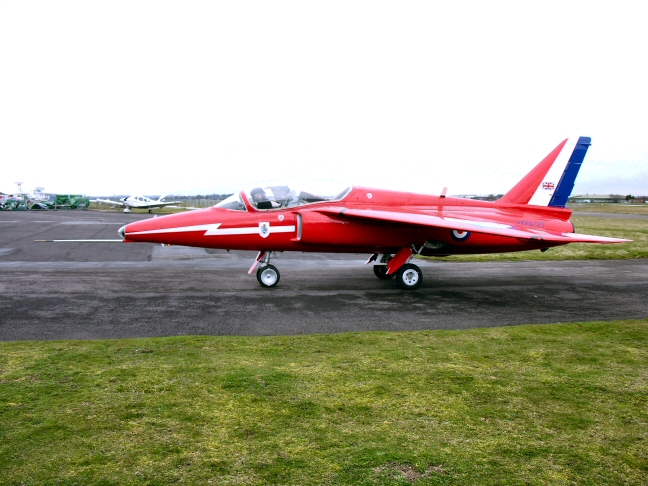
Lo Gnat XR537 della pattuglia acrobatica britannica Red Arrows.

L'esposizione del progetto destò l'attenzione del colonnello Johnnie Driscoll, capo del programma di sviluppo armamenti della NATO, il quale era particolarmente interessato ad aerei da attacco al suolo che potessero operare decollando da aeroporti improvvisati e che potessero essere realizzati dall'industria europea postbellica. Nell'agosto del 1954, Driscoll formalizzò una richiesta da parte della NATO che sarebbe diventata poi la gara della NATO per un caccia leggero. Le richieste erano basate sul progetto di Petter ma in più aggiungevano il fatto che il velivolo dovesse utilizzare pneumatici a bassa pressione. Tuttavia, lo Gnat era stato progettato per operare da piste in cemento e con pneumatici ad alta pressione e Petter rifiutò di modificare il carrello del velivolo, poiché ciò avrebbe significato modificare anche le porte del carrello facendo perdere allo Gnat le sue pulite linee aerodinamiche. Come risultato, nel giugno del 1955 lo Gnat fu escluso dalla competizione. Ironicamente, il successivo progetto dello Gnat da addestramento avrebbe poi mostrato che sarebbe stato possibile utilizzare pneumatici più larghi senza per questo aumentare la resistenza all'aria del velivolo.
Nel frattempo la produzione dell'unico esemplare del Midge era andata avanti e il velivolo uscì dai cantieri per la prima prova di rullaggio il 31 luglio 1954, effettuando poi il suo primo volo l'11 agosto 1954 presso la base aerea MoD Boscomb Down, vicino ad Amesbury. L'aereo non destò grande interesse nel ministero dell'aria, così la Folland decise di dedicarsi esclusivamente a una sua evoluzione, il che portò allo Gnat, il cui primo volo ebbe luogo il 18 luglio 1955 presso l'aerodromo di Chilbolton. Nonostante quest'ultimo volo avesse dimostrato le ottime capacità del velivolo, lo Gnat riscosse poco successo in Europa, suscitando invece un certo interesse da parte del governo indiano, il quale, nel novembre 1955, decise di acquistare le licenze per produrre i due aeromobili attraverso la Hindustan Aeronautics. Visto il disinteresse della RAF per l'utilizzo dello Gnat come aereo da combattimento, la Folland vide comunque l'opportunità di trasformarlo in aero da addestramento, così il primo prototipo dello Gnat Trainer effettuò il suo primo volo il 31 agosto 1959, sempre a Chilbolton. La produzione di entrambe le versioni dello Gnat continuò presso lo stabilimento di Hamble fino alla consegna dell'ultimo Gnat T.1 alla RAF nel maggio del 1965.

### La chiusura
Alla fine degli anni 1950 il governo MacMillan decise di razionalizzare l'industria aeronautica e legò gli ordini dello Gnat Trainer alla condizioni che la Folland si fondesse con il gruppo Hawker Siddeley. Come conseguenza della fusione, Petter si ritrovò subordinato a Sir Sydney Camm, da cui, pur avendo avuto in passato una ottima collaborazione (Camm aveva fornito a Petter l'utilizzo della propria galleria del vento durante lo sviluppo dello Gnat), egli non aveva intenzione di dipendere, così, l'11 novembre 1959 Petter rassegnò le dimissioni dal consiglio di amministrazione della Hawker Siddeley e, nel dicembre dello stesso anno, lasciò anche la direzione della Folland.
Dopo l'acquisizione avvenuta nel 1959, nel 1963 la Hawker Siddeley ritirò il marchio Folland. Infine, nel 1977 gli impianti di produzione divennero parte della neonata British Aerospace, di cui la Hawker Siddeley era una delle fondatrici. Sebbene lo stabilimento di Hamble avesse cessato l'attività nel 1986, la BAe continuò ad utilizzare alcuni dei suoi locali per la produzione di importanti componenti degli Harrier e degli Hawk.

## Modelli

### Aeromobili
- Folland Fo.108
- Folland Midge
- Folland Gnat

### Missili
- Red Dean

### Imbarcazioni
- Ground Effect Research Machine o hovercraft 1960 - Un solo dispositivo di dimostrazione e nessuna produzione commerciale.

## Curiosità
Nel 1938 i lavoratori della fabbrica di Hamble crearono la propria squadra di calcio, la quale tuttora milita nella Division One della Wessex Football League sotto il nome di Folland Sports F.C.